# Torneo de las Cinco Naciones 1952
El Torneo de las Cinco Naciones de 1952 (Five Nations Championship 1952) fue la 58° edición del principal Torneo de rugby del Hemisferio Norte.
El campeón del torneo fue Gales.

## Clasificación
| Lugar | Selección  | Partidos | Partidos | Partidos  | Partidos | Puntos  | Puntos    | Puntos | Tabla de puntos |
| Lugar | Selección  | Jugados  | Ganados  | Empatados | Perdidos | A favor | En contra | dif.   | Tabla de puntos |
| ----- | ---------- | -------- | -------- | --------- | -------- | ------- | --------- | ------ | --------------- |
| 1     | Gales      | 4        | 4        | 0         | 0        | 42      | 14        | +28    | 8               |
| 2     | Inglaterra | 4        | 3        | 0         | 1        | 34      | 14        | +20    | 6               |
| 3     | Irlanda    | 4        | 2        | 0         | 2        | 26      | 33        | −7     | 4               |
| 4     | Francia    | 4        | 1        | 0         | 3        | 29      | 37        | −8     | 2               |
| 5     | Escocia    | 4        | 0        | 0         | 4        | 22      | 55        | −33    | 0               |

## Resultados
| 12 de enero | Escocia | 11 - 13 | Francia | Edimburgo, |  |

| 19 de enero | Inglaterra | 6 - 8 | Gales | Londres, |  |

| 26 de enero | Francia | 8 - 11 | Irlanda | París, |  |

| 2 de febrero | Gales | 11 - 0 | Escocia | Cardiff, |  |

| 23 de febrero | Irlanda | 12 - 8 | Escocia | Dublín, |  |

| 8 de marzo | Irlanda | 3 - 14 | Gales | Belfast, |  |

| 15 de marzo | Escocia | 3 - 19 | Inglaterra | Edimburgo, |  |

| 22 de febrero | Gales | 9 - 5 | Francia | Swansea, |  |

| 29 de marzo | Inglaterra | 3 - 0 | Irlanda | Londres, |  |

| 5 de abril | Francia | 3 - 6 | Inglaterra | París, |  |

## Premios especiales
- Grand Slam:  Gales
- Triple Corona:  Gales
- Copa Calcuta:  Inglaterra